# Московское Мариинское училище
Моско́вское Марии́нское учи́лище — учебное заведение Дамского Попечительства о бедных в Москве во второй половине XIX — начале XX века.

## История
Училище было учреждено Ольгой Николаевной Талызиной, урождённой графиней Зубовой (1803—1882), внучкой А. В. Суворова. Датой основания считается 5 марта 1851 г. До 1856 г. оно именовалось «Хамовническим учебным заведением для благородных девиц». Затем, после объединением с Ермоловским женским училищем, стало именоваться Мариинско-Ермоловским, наконец, в 1869 г. в память вдовы генерал-майора Марии Васильевны Талызиной, урождённой княжне Голицыной (1769—1853), пожертвовавшей на учреждение и содержание училища 25.000 руб., — Мариинским.
Училище давало возможность дочерям небогатых родителей получить диплом на звание домашней учительницы, «дабы приобретать средства к жизни собственным трудом». Первоначально училище назначалось исключительно для детей привилегированных сословий, в конце XIX века оно стало всесословным.
Первый выпуск был произведен в 1855 г. и состоял из 8 воспитанниц; из них 6 в следующем году с успехом выдержали в Университете испытание на звание домашней учительницы. В 1863 г. училищу было разрешено самостоятельно производить испытание воспитанниц на звание домашних учительниц с утверждения начальства Московского Учебного Округа. Число воспитанниц в начале XX века достигло 300 человек.
В 1860-м году училище переехало в собственное здание на Софийской набережной.
С 1865 г. попечительство над Мариинским училищем приняла на себя дочь основательницы, Мария Александровна Нейдгарт (1831—1904), по словам Н. Попова «неутомимая распорядительность ея по всем отраслям поставила училище в цветущее положение».
В 1868 г. было положено начало преобразованию училища из 4-классного в 7-классное. Для этой цели произведена была капитальная перестройка дома. Первый выпуск из 7-классного училища был произведён в мае 1870 г. С 1872 г. был открыт VIII-й класс (низший). В высшем классе введено преподавание педагогики, а также латинского языка.
После 1917 года в здании училища была открыта средняя школа № 19 для мальчиков и девочек.

## Сотрудники Мариинского училища
Преподавателями в Мариинском училище были выдающиеся учёные, профессора Московского университета и музыканты из Московской консерватории. Преподавание первоначально было «безвозмездным». Из немногих платных преподавателей никто не получал более 30 руб. за годовой час. С 1888 г., благодаря увеличившейся спонсорской помощи и росту числа своекошных воспитанниц, удалось повысить оплату труда учителей до 75 — 60 руб. за годовой час.

### Инспекторы
- главный библиотекарь Московского университета, библиограф Сергей Петрович Полуденский, (1822—1858).
- профессор Московского университета, академик Фёдор Иванович Буслаев (1818—1897).
- профессор Московского университета, физик Николай Алексеевич Любимов (1830—1897).
- профессор Московского университета, историк, славист Нил Александрович Попов (1833—1891).
- профессор и ректор Московского университета Николай Павлович Боголепов (1846—1901), впоследствии министр Народного Просвещения.
- приват-доцент Московского университета, Николай Константинович Доробец (1862—1902).
- профессор Московского университета, директор Московской Практической Академии коммерческих наук, Александр Семёнович Алексеев (1851—1916).
- профессор зоологии, ректор Московского университета Александр Андреевич Тихомиров (1850—1931).
- профессор истории, ректор Московского университета, академик Матвей Кузьмич Любавский (1860—1936).
- профессор Московской духовной академии, богослов Илья Михайлович Громогласов (1869—1937), свяшенномученик.
- преподаватель коммерческих училищ, Альбанский Виктор Львович (?—после 1917).

### Инспекторы и преподаватели музыки
- профессор Московской консерватории, композитор, пианист Александр Иванович Дюбюк (1812—1898).
- профессор Московской консерватории Антон Андреевич Доор (1833—1919), впоследствии директор консерватории в Дрездене.
- адъюнкт Московской консерватории, музыковед Карл Эдуардович Вебер (1834—1913).
- профессор Московской консерватории, пианист, дирижёр Александр Ильич Зилоти (1863—1945).
- профессор Московской консерватории, музыковед, Николай Дмитриевич Кашкин (1839—1920).
- преподаватель Московской консерватории, пианист Сергей Михайлович Ремезов (1854—после 1917).
- композитор, пианист Владимир Иванович Поль (1875—1962).

Церковное пение преподавали лучшие московские регенты Фёдор Алексеевич Багрецов (1812—1874) и Алексей Иванович Мечёв (1827—1906).
Итальянское пение преподавала певица Надежда Алексеевна Неведомская-Дюнор (1832—1905). Светское пение — преподаватель Московской консерватории, музыковед Никита Семёнович Морозов (1854—1925).
Руководителем и наблюдателем по музыкальной части был основатель Московской консерватории Николай Григорьевич Рубинштейн (1835—1881).
Среди нескольких десятков преподавателей музыки отметим великого русского композитора Сергея Васильевича Рахманинова (1873—1943) и Якова Оттоновича Иодко (1848—1905) — удивительного человека, врача, естествоиспытателя, изобретателя электрографии, и в то же время выпускника Парижской консерватории, пианиста.

### Законоучители
Старшие законоучители в училище были выпускниками Московской духовной академии, священниками московских церквей:
- Ипполит Михайлович Богословский-Платонов (1821—1870) — протоиерей церквей Успения в Могильцах и Троицы на Арбате.
- Пётр Васильевич Богословский (1821—1872) — священник Троицкой в Зубове церкви.
- Пётр Николаевич Сахаров (1846—1919) — протоиерей церкви Воскресения Словущего в Монетчиках.
- Владимир Семёнович Марков (1841—1917) — протоиерей церкви Троицы на Арбате, впоследствии протопресвитер Московского успенского собора.
- Николай Александрович Копьев (около 1842—1916) — протоиерей Преображенской церкви в Наливках.
- Александр Николаевич Глаголевский (около 1842—1882) — московский священник.
- Николай Александрович Воскресенский (1851—после 1906) — протоиерей церкви Воскресения Словущего в Кадашах.
- Сергей Максимович Садковский (1860—после 1919) — священник училищной церкви Введения во храм Пресвятой Богородицы, впоследствии протоиерей московских церквей.
- Михаил Гаврилович Городенский (1866—1916) — священник церкви Воскресения в Гончарах.
- Пётр Петрович Сахаров (1865—около 1944) — протоиерей, впоследствии последний настоятель собора Покрова Пресвятой Богородицы (Василия Блаженного).

### Преподаватели Русской словесности и русского языка
- Алексей Егорович Викторов (1827—1883) — археолог, библиограф, член-корреспондент Академии наук.
- Лев Иванович Поливанов (1838—1899) — педагог, литературовед, общественный деятель.
- Иван Ермолаевич Соснецкий (? —1876) — преподаватель в московских средних учебных заведениях, автор учебников.
- Николай Павлович Завьялов (1837—1887) — преподаватель в московских средних учебных заведениях, автор учебников.
- Федор Евдокимович Тихомиров — профессор Московского университета.
- Алексей Евгеньевич Грузинский (1858—1930) — литературовед, филолог, профессор Московского университета.
- Василий Николаевич Васильев (1879—не ранее 1929) — фольклорист, преподаватель в московских средних учебных заведениях.
- Алексей Зиновьевич Зиновьев (1801—1884) — русский педагог-филолог и историк.

### Преподаватели математики, физики и естественной истории
- Андрей Николаевич Бекетов (1825—1902) — ботаник, профессор Московского университета, ректор Санкт-Петербургского университета, академик.
- Константин Фёдорович Ярошевский— ботаник, автор учебников по ботанике, минералогии, анатомии, естественной истории для средних учебных заведений.
- Пётр Феликсович Маевский (1851—1892) — ботаник, систематик и флорист.
- Александр Исаевич Ливенцов (1850—1892) — математик, преподаватель Московского университета.
- Алевтина Александровна Ливенцова (1879—1906) — начальница училища, жена Александра Исаевича.
- Пётр Васильевич Преображенский (1851—после 1880) — математик, физик, приват-доцент Московского университета.
- Алексей Петрович Павлов (1854—1929) — геолог, палеонтолог, профессор Московского университета, академик.
- Владимир Дмитриевич Соколов (1855—1917) — геолог, преподаватель Императорского московского технического училища.
- Александр Васильевич Цингер (1870—1934) — математик, физик, ботаник, профессор Московского университета.
- Николай Михайлович Соловьёв (1874—1927) — математик, богослов, преподаватель Горной академии.

### Преподаватели истории и географии
- Владимир Николаевич Беркут (1857—1907) — историк, преподаватель Московской практической академии коммерческих наук и гимназий.
- Сергей Павлович Моравский (1866—1942) — историк, общественный деятель, педагог.
- Владимир Егорович Гиацинтов (1858—1932) — искусствовед, драматург профессор истории искусств Московского университета.
- Фёдор Фёдорович Миллер (?— 1872) — географ, учитель московских гимназий.
- Константин Николаевич Иков (1859—1895) — зоолог, антрополог.